# Arnaldo Salustio
Arnaldo Naldo Salustio (Uruguay, 27 de agosto de 1932 - 12 de marzo de 1992), fue un periodista y crítico especializado de jazz uruguayo. Fue miembro del grupo fundacional del Hot Club de Montevideo. Corresponsal de la revista Down Beat, ejerció su labor periodística fundamentalmente en el diario El País de la ciudad de Montevideo. 

## Biografía
El dramaturgo y director de teatro Hugo Ulive cuenta de él en su libro Memorias de teatro y cine: “En el IAVA conocí a quien se convertiría en uno de mis mejores amigos, Arnaldo Salustio. Un muchacho pequeño, con lentes de montura negra, de una bondad transparente y sincera que también, para asombro de algunos, poseía, una erudición prodigiosa sobre jazz. Era capaz de recitar de memoria discografías completas o afirmar sin ninguna vacilación en qué año había grabado Armstrong determinado tema y quiénes lo habían acompañado. Este saber cuantioso atraía a varios otros estudiantes, que a veces formaban grupo con nosotros. El más constante era Hermenegildo Sábat, que ya mostraba entonces un talento formidable para el dibujo y la caricatura. También solían acercarse los mellizos Pedro y Pablo Handler, que venían de Ingeniería (y teman un hermanito menor llamado Mario a quien conocí tiempo después), mientras que Menchi cursaba Arquitectura. De aquella época conservo un retrato que trazó, una imagen estupenda que muestra con gran exactitud cómo era yo en aquel entonces."
Por su parte, el periodista Jorge Abbondanza con quien Salustio compartió las salas de redacción escribió de él en su obituario:  
“Sólo el sentido del humor impedía que la calidez dominara el trato de Arnaldo Salustio. un viejo compañero de la página de Espectáculos de EL PAÍS (...). El rasgo distintivo de Salustio era una sonrisa cáustica, con la que enfrentaba al interlocutor para soltar alguna broma o combatír al oponente para abrumarlo con dos o tres sarcasmos. Aun las cosas graves eran recubiertas por él con un manto de ironía, que quizá formara parte de su sistema de defensas y por cierto integraba el sabor de su presencia, siempre grata y a menudo imprevisible. Podía tener períodos extravagantes, durante los cuales solía sentarse en un banco de la Plaza de Cagancha a tocar el clarinete, sintiendo de paso la satisfacción de sorprender a los peatones. Pero de eso hace ya años, porque sucedía en un Montevideo más apto para habitantes singulares como él. Por debajo de la excentricidad y de la sonrisa, Salustio era no sólo un individuo talentoso, inteligente, de razonamientos afilados y respuestas veloces, sino un periodista agudo, arrebatado por su pasión jazzística. Tema sobre el cual escribió en este diario a través de largos años.
No era difícil dejarse seducir por sus notas, donde la torrencial erudición aparecía velada por la soltura de estilo y por la claridad para abarcar un fenómeno, juzgar a un intérprete, trasmitir al lector un deleite, explicarle ciertos toques de maestría o castigar -con elegancia- la mediocridad y el error. Junto a esa producción, las visitas de Salustio eran un pequeño placer para colegas de Redacción pero fueron espaciándose luego de aquel periodo de entusiasmos periodísticos hasta que su actividad y su presencia se apagaron, tal vez porque prefería dedicar sus energías de madurez a otras cosas.
Hay que pedirle excusas ahora, por entristecerse al tener que despedir definitivamente su estampa bajita y su voz desafiante. Quedan por suerte los gratos recuerdos y la huella que su labor crítica ha dejado en toda una generación de uruguayos amantes del jazz (y después del pop), porque para esa oleada más joven fue un maestro Fue además un hombre de lealtades indomables (pero discretas) cuya amistad se sentía por detrás del aire socarrón.
Sería bueno que supiera que esa amistad perdura desde ahora en su ausencia: está muy bien alojada en la memoria.”
Poseedor de conocimientos extraordinarios era considerado, con justicia, la enciclopedia viviente del jazz. Sin embargo, siendo muy joven aún, durante un conocido concurso de preguntas y respuestas, no supo contestar la pregunta final. Pese a que el jurado no pudo presentar bibliografía que avalara el dato de la respuesta, el fallo no fue modificado, y Salustio no recibió una segunda oportunidad. Ese injusto episodio desencadenó en él un padecimiento que lo afectaría por el resto de su vida.
- Datos: Q5704876